# 拿騷的卡塔莉娜·貝爾吉卡
拿騷的卡塔莉娜·貝爾吉卡（荷蘭語：Catharina Belgica van Nassau，1578年7月31日—1648年4月12日），奧蘭治親王威廉一世的女兒，母親是波旁-蒙龐西耶的夏洛特。

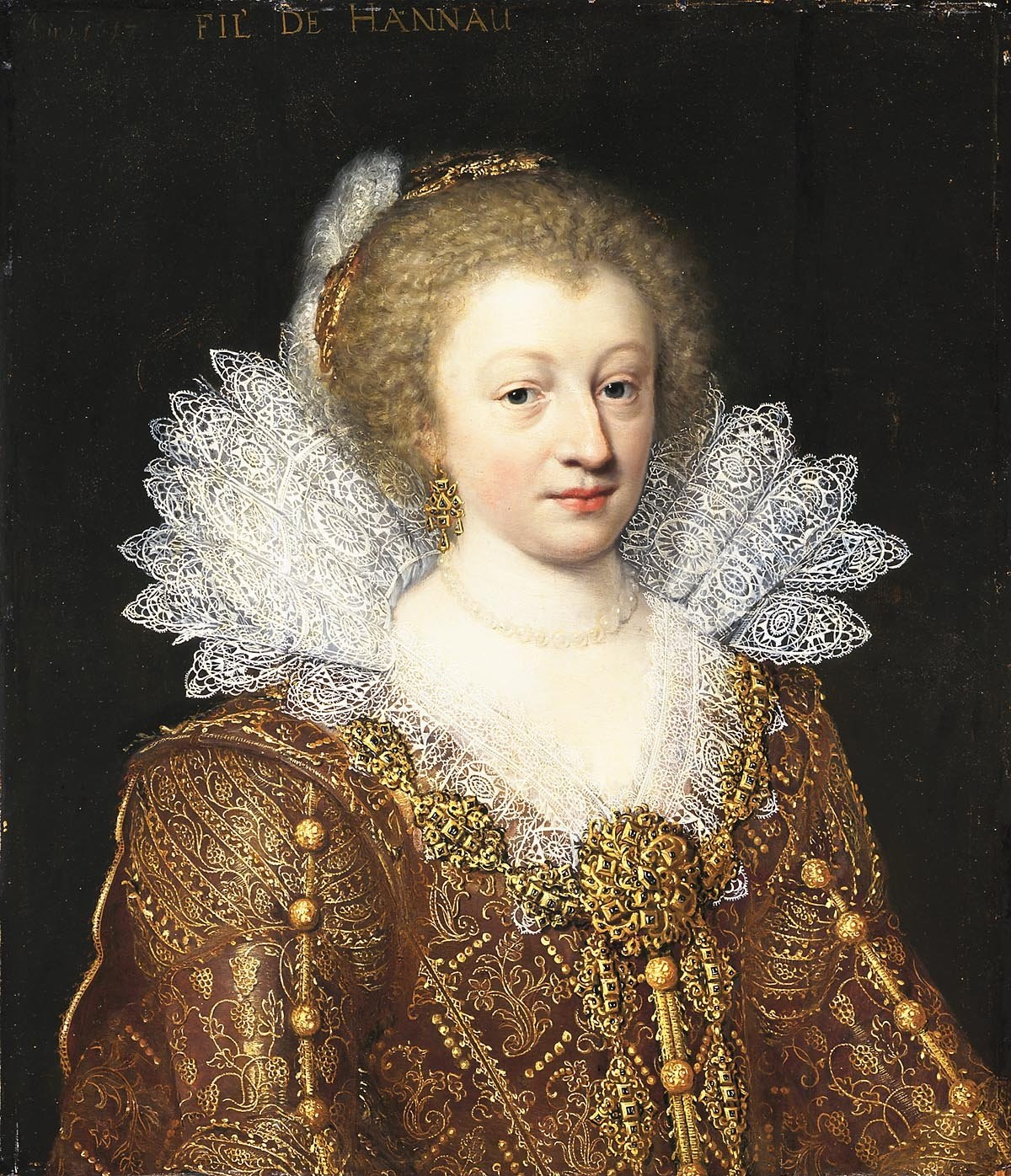

## 家庭
1596年，卡塔莉娜·貝爾吉卡和哈瑙-明岑貝格伯爵菲利普·路德維希二世結婚，兩人共有4子3女：
1. 夏洛特·路易絲（1597年—1649年）
2. 阿瑪莉埃·伊莉莎白（英语：Countess Amalie Elisabeth of Hanau-Münzenberg）（1602年—1651年），黑森-卡塞爾伯爵夫人
3. 卡塔莉娜·朱麗安妮（1604年—1668年）
4. 菲利普·莫里茲（英语：Philipp Moritz, Count of Hanau-Münzenberg）（1605年—1638年）
5. 威廉·萊因哈德（1607年—1630年）
6. 海因里希·路德維希（1609年—1632年）
7. 雅各布·約翰（1612年—1636年）